# Oro Incenso & Birra
Oro Incenso & Birra est le cinquième album du chanteur blues italien Zucchero paru le 13 juin 1989. C'est le plus gros succès de l'artiste et l'un des albums italiens les plus vendus au monde avec plus de huit millions d'exemplaires vendus. Il fait partie des 100 meilleurs albums italiens selon le magazine Rolling Stone.

## Liste des titres
1. Overdose (d'amore) – 5:23
2. Nice (Nietzsche) che dice – 3:20
3. Il mare impetuoso al tramonto salì sulla luna e dietro una tendina di stelle... – 4:00
4. Madre dolcissima – 7:23
5. Diavolo in me – 4:05
6. Iruben Me – 5:49
7. A Wonderful World – 4:35
8. Diamante – 5:51 (texte: Francesco De Gregori – musique: Zucchero, M. Vergnaghi, M. Saggese)
9. Libera l'amore – 2:13 (musique: Ennio Morricone)

## Personnel
- Zucchero – chant, orgue Hammond sur Diavolo in Me
- Polo Jones – basse
- Giorgio Francis – batterie
- Corrado Rustici – guitare, sitar, programmation, claviers sur A Wonderful World
- James Taylor – orgue Hammond sur Nice (Nietzsche) che dice et Il mare...
- David Sancious – claviers, solo de piano sur A Wonderful World, ARP et solo de claviers sur Diamante
- Rosario Jermano – percussions
- Jimmy Smith – orgue Hammond sur Overdose (d'amore)
- Rufus Thomas – chant de l'introduction d'Overdose (d'amore)
- Eric Clapton – guitare solo sur A Wonderful World
- Wayne Jackson – trompette, trombone (1, 4 et 5)
- Andrew Love – saxophone (1, 4 et 5)
- Clarence Clemons – saxophone sur Il mare...
- Ruby Wilson - chant sur Madre dolcissima
- Jay Blackfoot – chant sur la fin de Madre dolcissima
- Lisa Hunt – chœurs (1, 4 et 5), chant sur la fin de Madre dolcissima
- Simona Pirone – chœurs (1, 4 et 5)
- Arthur Miles, James Thompson – chœurs sur Nice (Nietzsche) che dice
- Fanta Toure –  chœurs Swahilirte sur Il mare...
- Mory Thioune – chœurs Swahilirte et percussion sur Il mare...
- Ennio Morricone - musique sur Libera l'amore